# Correval E-trading

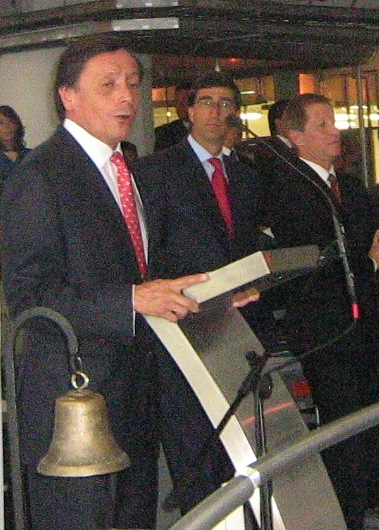
Augusto Acosta, Juan Pablo Cordova y Emilio Archila en la inauguración de la primera transacción on-line hecha en la Bolsa de Valores de Colombia, Bogotá, 18 de abril de 2007

Correval E-trading fue el primer servicio Fintech en Colombia que permitió el acceso a la compra y venta de acciones de compañías inscritas en la Bolsa de Valores de Colombia por Internet. Fue desarrollado desde finales de 2005 por un equipo de trabajo de la firma de bolsa Correval liderado por Jorge Arévalo en coordinación con la Bolsa, una empresa de software y los órganos de regulación, e inaugurado en abril de 2007 en un acto público que contó con la participación del presidente de la Bolsa de Valores de Colombia y el gobierno de Colombia, representado por el superintendente financiero Augusto Acosta Torres. 
Marcó un punto histórico al ofrecer una forma alternativa de acceso a la información y la operación del mercado de valores, permitiendo que cada inversionista pudiera tener acceso directo a las cotizaciones de las acciones inscritas y a ejecutar órdenes de compra y venta desde cualquier computador personal sin tener que recurrir a un agente de bolsa o estar presente en la rueda de negociación.

## On-line trading
El trading on-line o la operatoria de mercados de valores por Internet, inició en los comienzos de la década de 1990 en Estados Unidos e Inglaterra en donde hoy en día el 85% de las operaciones de clientes individuales se hacen por medios electrónicos. En América del Sur comenzó en Brasil en 1999, donde se le conoce como Home Broker (corredor en casa). Para 2012 más del 35% de las transacciones del BOVESPA se hacen por sistemas de trading on-line.
El trading on-line en Colombia ha venido creciendo significativamente desde sus inicios, hoy representa más del 30% de las operaciones que se hacen anualmente en todo el mercado de empresas que cotizan en la Bolsa. Se espera que el trading on-line tanto en el país como en los demás países de la región siga creciendo a gran ritmo a la par del incremento en la capitalización bursátil, el mayor número de compañías que coticen los mercados de valores, la adopción de interfaces móviles y el interés del público.

## Nominaciones y premios
Correval E-trading fue nominado a los premios del diario de economía y negocios Portafolio en la categoría Innovación en el año 2007. A finales del año 2009, la Bolsa de Valores de Colombia (BVC) le otorgó el premio Trader 2009 por ser el servicio de una Casa de Bolsa en Colombia con el mayor número de transacciones bursátiles a través de Internet.